# Лиморенко, Агриппина Самойловна
Агрипина Самойловна Лиморенко (1909, с. Унароково, Майкопский отдел, Кубанская область, Российская империя) — рабочая семеноводческого совхоза «Лабинский» Министерства совхозов СССР, Лабинский район Краснодарского края, Герой Социалистического Труда (1950).

## Биография
Родилась в 1909 году в селе Унароково (по другим данным — в станице Унароковской) Майкопского отдела Кубанской области (ныне Мостовского района Краснодарского края) в крестьянской семье. По национальности русская.
Во второй половине 1940-х годов трудилась в полеводстве местного семеноводческого совхоза «Лабинский», по итогам 1949 года был собран урожай пшеницы 33,16 центнера с гектара на участке в 24 гектара.
Указом Президиума Верховного Совета СССР от 17 августа 1950 года «за получение высоких урожаев пшеницы в 1949 году» удостоена звания Героя Социалистического Труда с вручением ордена Ленина и золотой медали «Серп и Молот». Этим же указом звания Героя Труда были удостоены ещё семеро рабочих совхоза «Лабинский».
Переехала в Ростовскую область, дальнейшая судьба неизвестна.
Награждена орденом Ленина (17.08.1950), медалями.